# ثنية (خياطة)

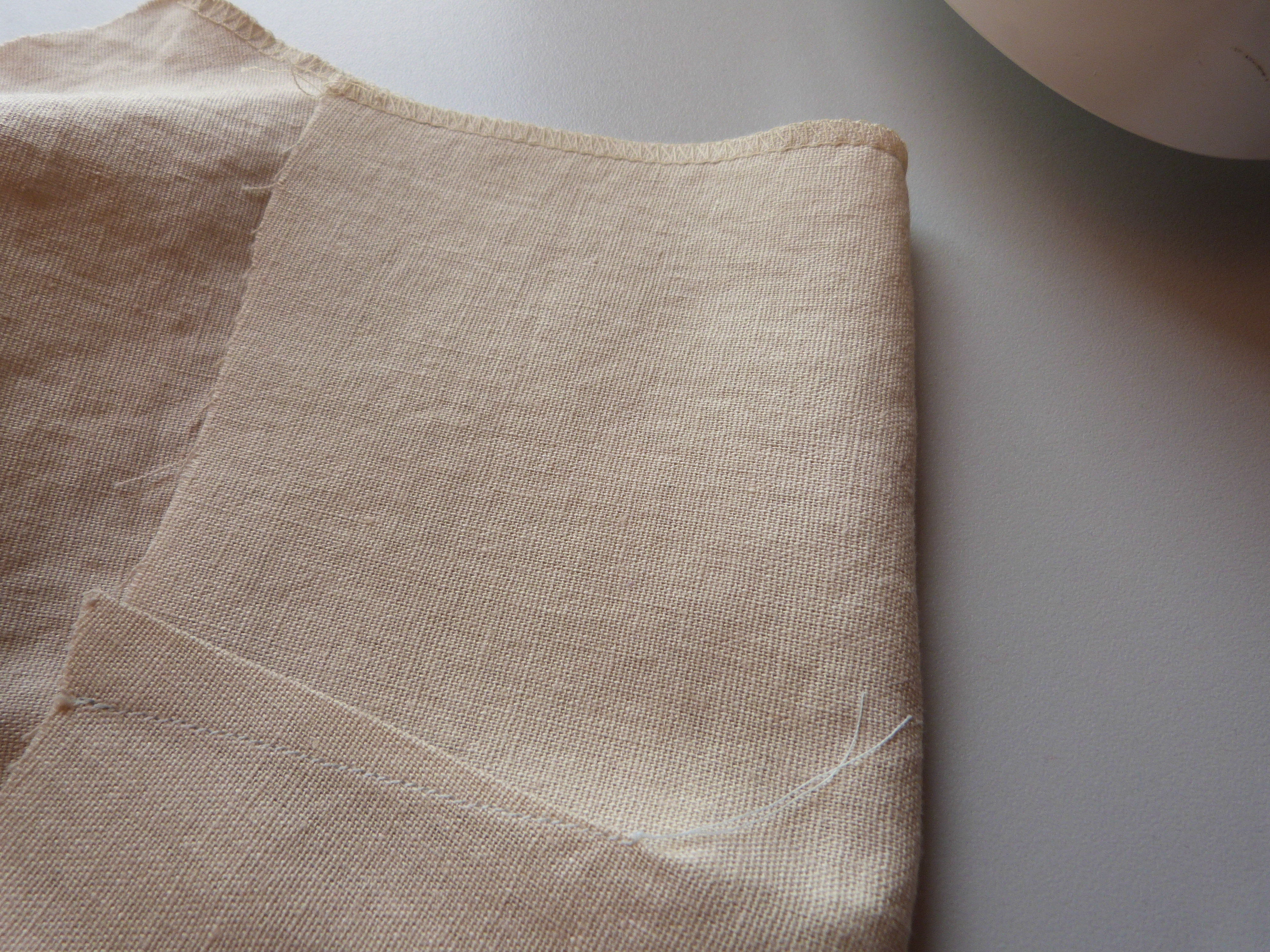
يظهر الجانب العكسي من القماش مكان الثنية وخياطتها لتكييف شكل الثوب مع من يرتديه.

الثَنْيَات (مفردها: ثَنْيَة) هي طيّات تخاط في القماش لتيسير شكل الثوب، خاصة بالنسبة لصدر المرأة. تستخدم بشكل متكرر في جميع أنواع الملابس لتكييف الملابس وفقاً لشكل من يرتديها، أو لعمل شكل مبتكر في الملابس. قد يُنظر إلى القماش على أنه مسطح، وللثنيات تأثير رفع قطعة على شكل إسفين وسحب حواف هذا الإسفين معاً لإنشاء مخروط بارز. يمكن رؤية هذا التأثير بسهولة تامة باستخدام نقش ورقي عن طريق سحب حواف الثنية معاً حيث سيتم خياطتها. نظراً لأن القماش أكثر مرونة بشكل عام من الورق، فإن القماش سيتحول حول قمة المخروط ويشكل شكلاً أكثر نعومة، ولكنه لا يزال منحنياً. في الثوب، تنتهي الثنية بنقطة عند منطقة كاملة من الجسم.

## طالع المزيد
- درزة الأميرة